# Emmett Holt
Luther Emmett Holt (Rochester, 4 marzo 1855 – Pechino, 14 gennaio 1924) è stato un medico statunitense.
Luther Emmett Holt nacque il 4 marzo 1855 vicino a Rochester, nello stato di New York.
Nel 1875 si laurea presso l'Università di Rochester e consegue la laurea in medicina nel 1880. Diventa un importante pediatra e sotto il suo controllo il Babies Hospital di New York divenne uno tra gli ospedali pediatrici più importanti. Diventò, nel 1889, direttore medico dell'ospedale e con lui è nato il concetto di "cartella clinica". Scrisse diversi libri tra cui: The care and Feeding of children: a catechism for the use of mothers and children nurses che rimase fino ai primi anni del '900 la guida di riferimento per la cura dei neonati e dei bambini. Fu un membro fondatore, ed eletto per ben due volte presidente dell'American  Pediatric  Society. Scrisse importanti libri ed il figlio si occupò di revisionare le edizioni dopo la sua morte. Essendo membro del Rockefeller Institute, gli fu chiesto, nel 1923, di tenere delle lezioni al Peking Union Medical College e nonostante l'età avanzata accettò. Morì a Pechino per un infarto miocardico il 14 gennaio 1924.